# Cheap!
Cheap! è il primo EP del cantautore italiano Brunori Sas, pubblicato l'11 gennaio 2022 con doppia etichetta Island e Universal.

## Descrizione
Il progetto discografico si compone di cinque brani scritti, composti e prodotti dallo stesso Brunori Sas e pubblicato a due anni di distanza dal quinto album in studio Cip!, uscito il 10 gennaio 2020.

## Tracce
Testi e musiche di Dario Brunori.
1. Yoko ono – 3:42
2. Ode al cantautore – 3:16
3. Il giallo addosso – 4:12
4. Italiano-latino – 2:19
5. Figli della borghesia – 2:26